# Guido y Maurizio De Angelis

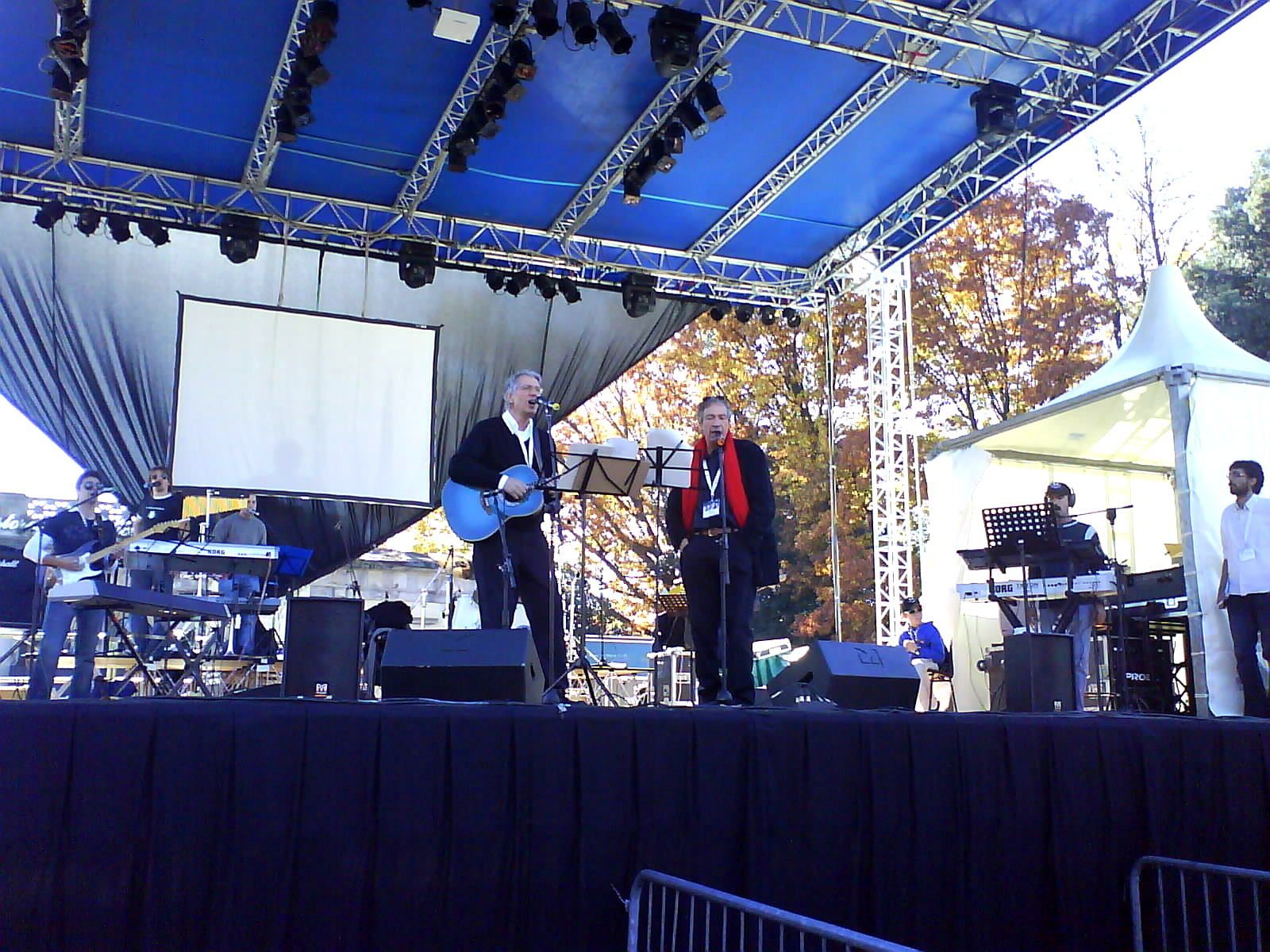
Guido y Maurizio actuando bajo el nombre de Oliver Onions en el Lucca Comics 2007.

Guido y Maurizio De Angelis u Oliver Onions fue un grupo de música italiano de la década de 1970, conformado por los hermanos Guido y Maurizio De Angelis.
El dúo musical se dedicó a la composición de música cinematográfica. Sus bandas sonoras más famosas son las de aquellas películas en que actuaban Terence Hill y Bud Spencer. Aunque las canciones eran cantadas en idioma inglés para aumentar el llamamiento internacional, sus acentos solían hacer las letras indescifrables para los hablantes nativos.

## Historia
En 1967 los hermanos comienzan a tocar en orquestas, interesándose por el mundo cinematográfico. Es en esta época cuando empiezan a grabar canciones para consagrados compositores italianos como Ennio Morricone, Riz Ortolani y Armando Trovaioli.
En el año 1971 el actor italiano Nino Manfredi los contrata para la banda sonora de Las tentaciones de Benedetto para la que arreglan la canción «Tanto pè cantà».
En las décadas de los 70 y 80 compusieron gran cantidad de música tanto para cine como para televisión, utilizando más de una vez el seudónimo de Oliver Onions.

## Obra 1980-1990

### Cine
Compusieron varias canciones para las películas de Terence Hill y Bud Spencer:
- Le seguían llamando Trinidad (1971)
- Más fuerte muchachos (1972)
- También los ángeles comen judías (1973)
- El súper poli (1973)
- Dos misioneros (1974)
- Y si no, nos enfadamos (1974)
- Pies grandes (1975)
- Soldado de fortuna (1976)
- El corsario negro (1976)
- Puños fuera (1978)
- Par impar (1978)
- Zapatones (1979)
- El sheriff y el pequeño extraterrestre (1979)
- El supersheriff (1980)
- Banana Joe (1981)
- Bombardero (1982)

Realizaron también trabajos para otras películas como:
- El zorro (1975)
- Pecado venial (1975)
- Keoma (1976)
- El Valle de la Muerte (1977)
- La montaña del Dios Caníbal (1978)
- El cazador de tiburones (1980)
- Pole Position - I guerrieri della Formula 1 (1981)
- Los invasores del abismo (1983)
- Yor, el cazador que vino del futuro (1983) con dos nominaciones a los Razzies como peor banda sonora y peor canción («Il mondo di Yor»)
- Goma-2 (1984)

### Televisión
Para televisión realizaron:
- Orzowei (1976)
- Sandokán (1976)
- La tía de Frankenstein (1987)
- Big Man (1989)

### Animación
Para series de animación escribieron:
- El bosque de Tallac (1977)
- Banner y Flapy (1979)
- Las aventuras de Tom Sawyer (1980)
- Ruy, el pequeño Cid (1980)
- D'Artacan y los tres mosqueperros (1981)
- La vuelta al mundo de Willy Fogg (1983)
- Doraemon (1979)

### Musicales
Como colaboradores en los siguientes:
- Due sul pianorottolo (1975)
- Anche le Fligie di Maria portano a jeans (1976)

## Obra 1990-2000

### Bandas Sonoras
- Karate Kimura (1991)
- El regreso de Sandokan (1996)
- Pensando all' Africa (1998)
- Encantesimo (1998)
- Encantesimo 2
- Sotto il cielo dell' Africa (1999)
- The Frozen Inferno (2000)
- Encantessimo 4 (2002)
- Don Gnocchi - L' angelo dei bambini (2004)
- The Clan (2005)

### Producción
Fueron productores de:
- La moglie nella cornice (1991)
- Un amore rubato (1993)
- Quando ancora non c'erano i Beatles (1998)